# Rudolf van Ivry
Rudolf van Ivry of Radulfus van Ivry of Raoul van Ivry was graaf van Ivry een deel van het hertogdom Normandië tussen ca.996 en 1015.

## Biografie
Rudolf was de halfbroer van hertog  Richard I van Normandië (942-996), zijn moeder was Sprota. Na de dood van Richard I was hij de sterke man achter zijn zoon en opvolger Richard II. Bij zijn aantreden werd Richard II geconfronteerd met twee opstanden, de eerste werd geleid door zijn halfbroer Willem I van Eu, opstand van de edelen, de tweede was een opstand van de boeren. Beiden werden door Rudolf in de kiem gesmoord, Willem I van Eu werd gevangengezet en de afgevaardigden van de boeren werden hun handen en voeten afgehakt.
Na het jaar 1000 werd hij naar Ivry gestuurd om het hoofd te bieden aan de opdringerige graaf Odo II van Blois, die getrouwd was met de zus van Richard II, Mathilde van Normandie, over het bezit van de stad Dreux.

## Familie
Met zijn eerste vrouw Eremberga (voor 1011) had hij vier kinderen :
- Hugo van Ivry, bisschop van Bayeux
- Emma van Ivry, getrouwd met Osbern van Crépon
- Raoul (†1015)
- een dochter getrouwd met Richard de Beaufou

Met zijn tweede vrouw Alberada had hij een zoon 
- Jan van Ivry, aartsbisschop van Rouen (1067-1079)

## Bezienswaardigheden
- Kasteel van Ivry-la-Bataille